# 4778 Фусс
4778 Фусс (4778 Fuss) — астероїд головного поясу, відкритий 9 жовтня 1978 року.
Тіссеранів параметр щодо Юпітера — 3,181.